# Per S. Bocander
Per Svensson Bocander, ofta P.S. Bocander eller Per S:son Bocander, född 29 januari 1866 i Sireköpinge, Sireköpinge socken, Skåne, död 13 mars 1921, var en svensk målarmästare, fastighetsägare och byggmästare.

## Biografi
Bocander var delägare i målerifirman Bergh & Bocander som bildades 1898 tillsammans med dekorationsmålaren Edvard Bergh. Firman utförde bland annat dekorationsarbeten i flera kyrkor, såsom Katarina och Jacobs kyrka, fram till upphörandet 1893. Han titulerade sig grosshandlare, byggherre och byggmästare samt räknades till en av de stora fastighetsspekulanterna i dåtidens Stockholm. Affärerna gick bra och han var kring sekelskiftet 1900 en av Stockholms högst beskattade personer. De byggnader som han lät uppföra, huvudsakligen på Östermalm, höll genomgående hög klass och flera av dem är idag blåmärkta av Stadsmuseet i Stockholm, vilket innebär "att bebyggelsen bedöms ha synnerligen höga kulturhistoriska värden". Några bedöms av Stadsmuseet vara "särskilt värdefulla från historisk, kulturhistorisk, miljömässig eller konstnärlig synpunkt" och är grönmärkta. Som beställare och byggmästare arbetade han ofta ihop med arkitektkontoret Hagström & Ekman där hans brorson, byggnadsingenjören Martin Bocander (1885–1957), var medarbetare och 1918 tillsammans med Arvid Cronvall övertog verksamheten under eget namn, Bocander & Cronvall.

### Utnämningar
Per S. Bocander utnämndes i december 1916 till Riddare av första klassen av Vasaorden, en hedersutmärkelse för hans framstående insatser som byggmästare. Samma år blev han även Riddare av Kungl. Nordstjärneordern, Dessutom erhöll han Timmermansordern, fjärde klassen,

## Byggnader
Bland de av Bocander uppförda och ägda byggnader märks särskild fastigheten Stallmästaren 16 vid Fredrikshovsgatan 5 samt de efter honom uppkallade Bocanderska husen, en påkostat kontors- och bostadsfastighet i kvarteret Fanan vid Narvavägen 30–32. Båda gestaltades av Hagström & Ekman i jugendstil och stod färdiga 1905 respektive 1908. Han kom själv att bo på adressen Narvavägen 30 fram till sin död 1921 och efter honom hans änka. Dessförinnan bodde han i sin fastighet på Birger Jarlsgatan 15, det så kallade Bocanderska palatset. Alla tre byggnader är blåmärkta av Stadsmuseet.
Övriga byggnader (urval)
- Regeringsgatan 65 (1896) Tyvärr rivet
- Storgatan 21 (1897) Tyvärr rivet
- Skeppargatan (1898 )
- Kommendörsgatan 32 (1897-1898)

- Brahegatan 3 (1897), grönmärkt.[9]
- Birger Jarlsgatan 15 Bocanderska palatset (1900), blåmärkt.[10]
- Biblioteksgatan 6- 8 / Mäster Samuelsgatan 5 Rännilen 11 (1900), grönmärkt.[11]
- Fredrikshovsgatan 5 Stallmästaren 16  (1905), blåmärkt.[12]
- Strandvägen 7 (1911), blåmärkt.[13]
- Narvavägen 30–32 (1905–1908)  Bocanderska Husen

### Bilder, byggnader

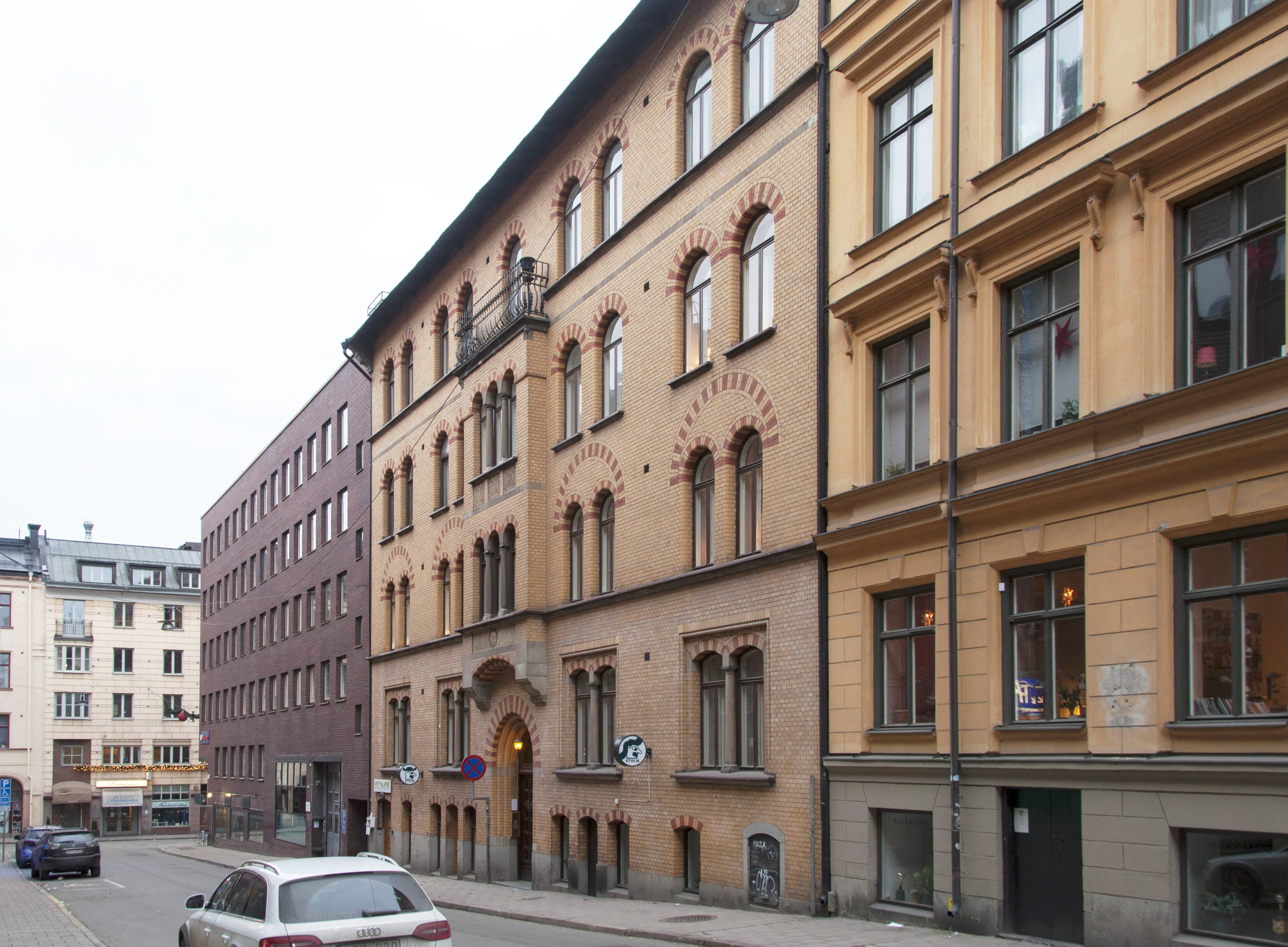
Brahegatan 3.
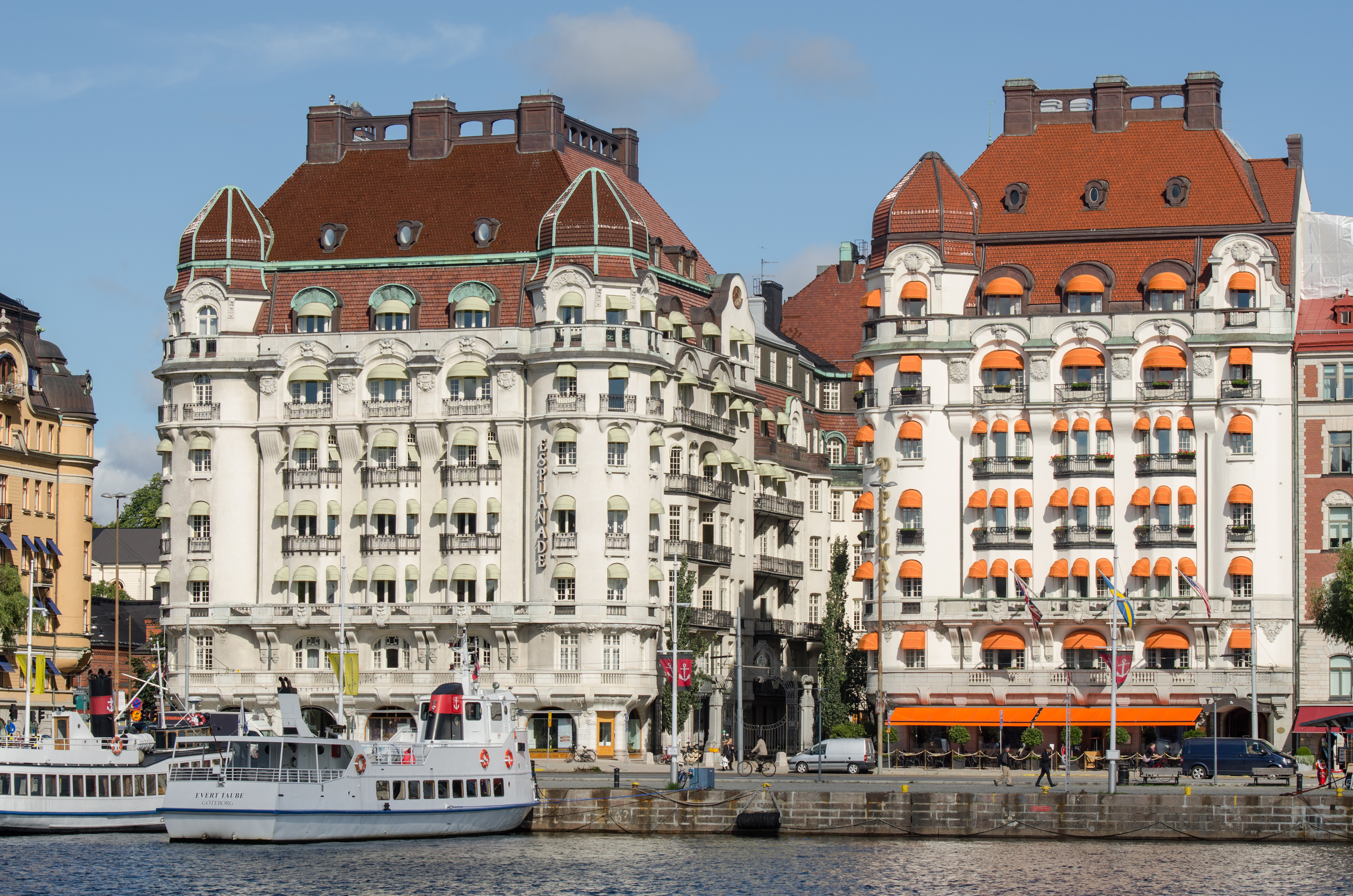
Strandvägen 7.
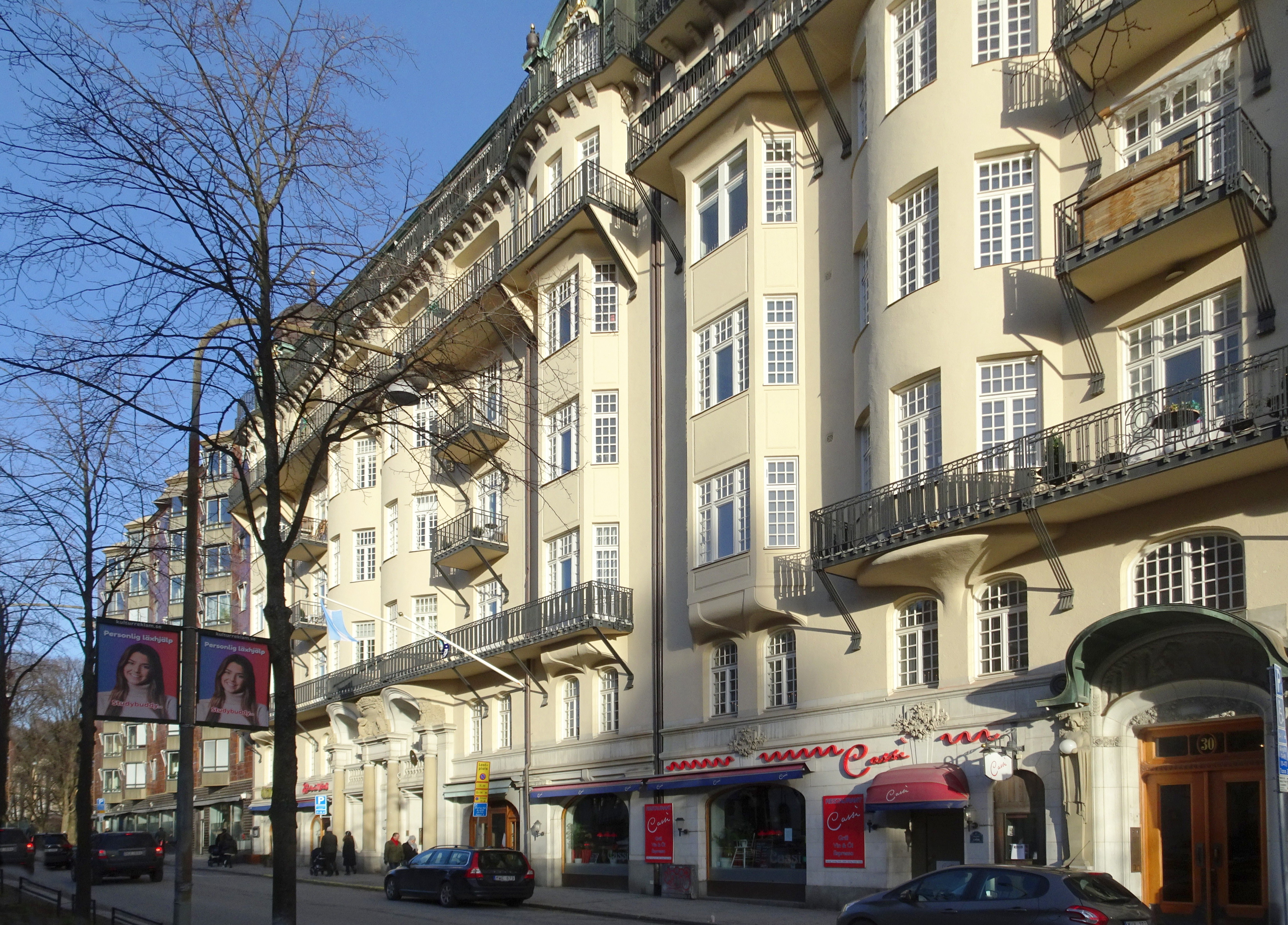
Bocanderska husen Narvavägen 30–32.
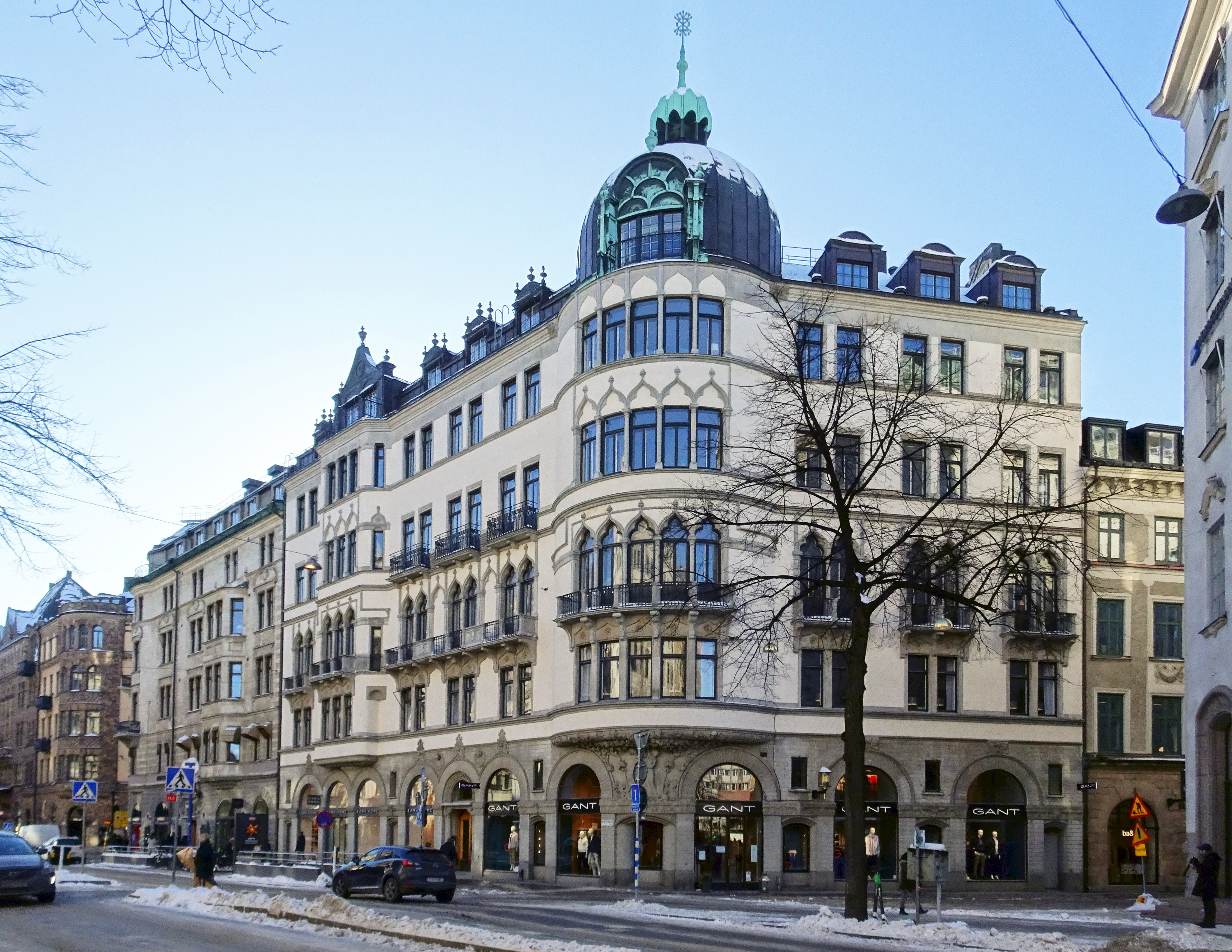
Birger Jarlsgatan 15 (se Bocanderska palatset).
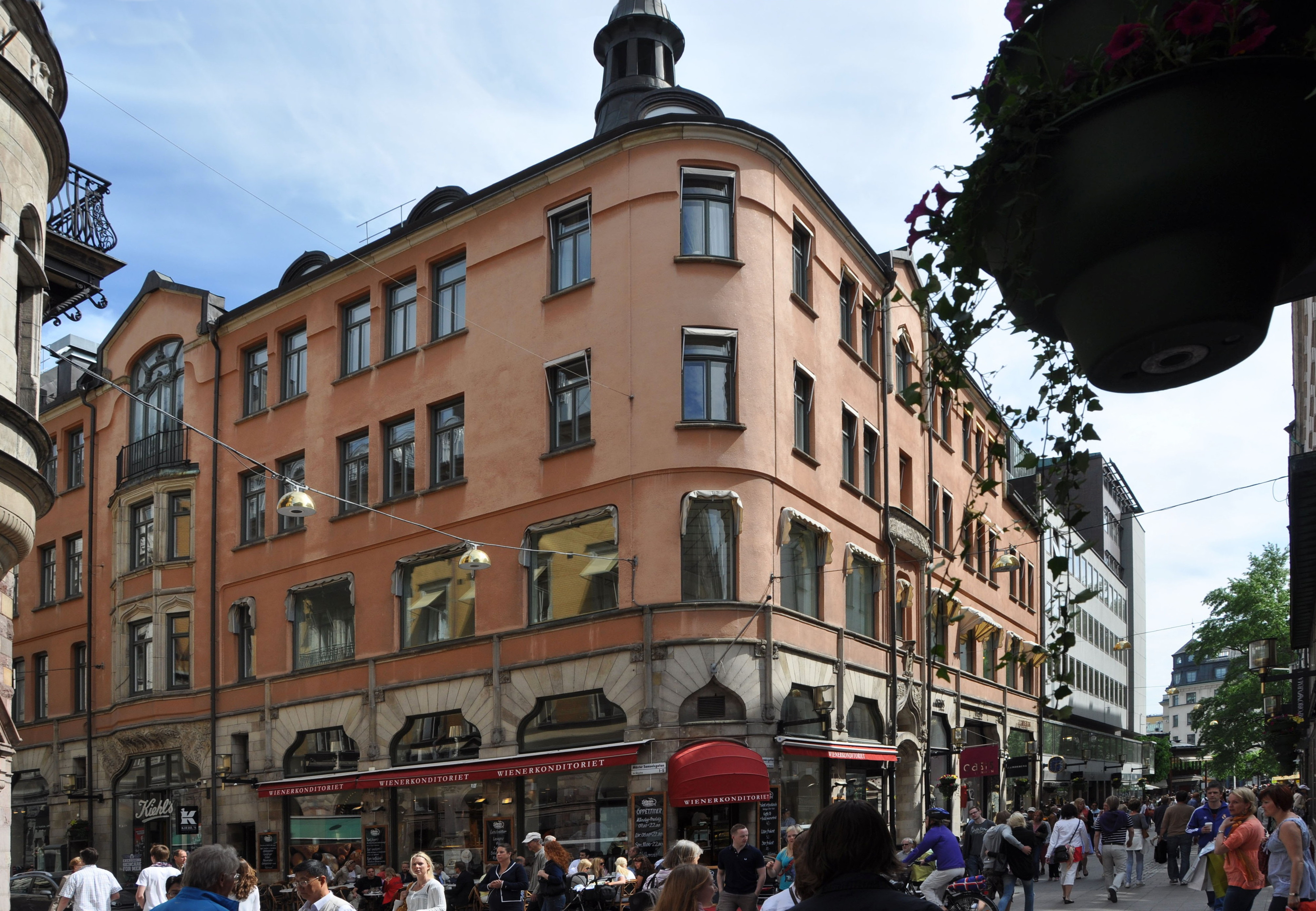
Mäster Samuelsgatan 5 (se Rännilen 11).

### Personligt
Per S:son Bocander var frimurare. Han fann sin sista vila i familjens mausoleum på Norra begravningsplatsen där han gravsattes den 28 december 1921. I samma gravkor vilar hustrun Signe Charlotta Augusta (död 1943) även brodern Jöns (död 1929)

## Noter

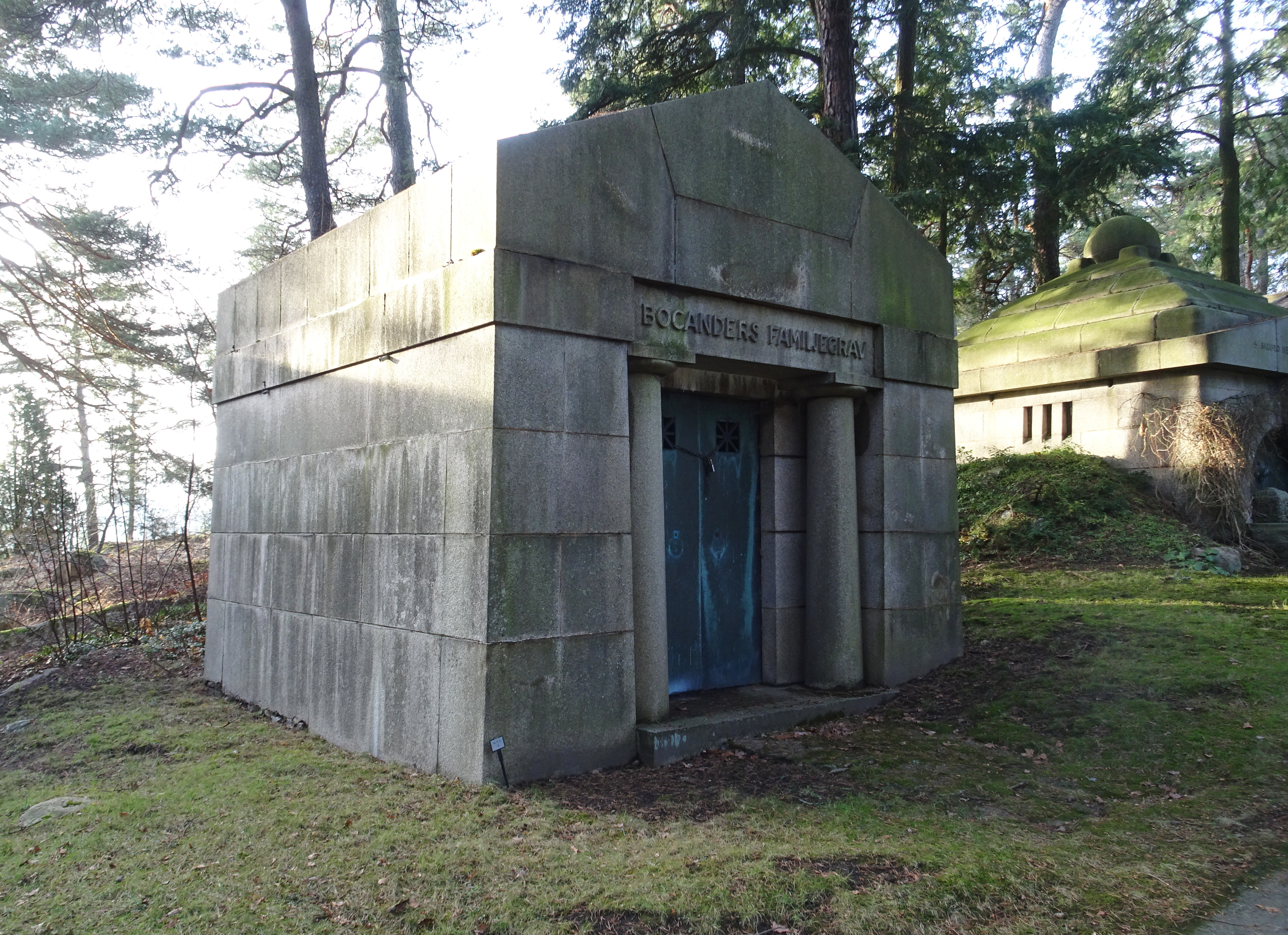
Bocanders gravkor på Norra begravningsplatsen.